# Pablo Aimar
Pablo César Aimar Giordano (Río Cuarto, 3 november 1979) is een Argentijns voormalig voetballer die als middenvelder speelde. Hij speelde van 1996 tot en met 2015 voor River Plate, Valencia, Real Zaragoza, Benfica en Johor Darul Takzim. Aimar was van 1999 tot en met 2009 international in het Argentijns voetbalelftal, waarvoor hij 52 wedstrijden speelde en 8 keer scoorde.

## Clubvoetbal

### River Plate
Nadat hij vanaf 1995 in de jeugd van River Plate had gevoetbald, debuteerde Pablo Aimar, toen slechts 16 jaar en 285 dagen oud, in het hoogste elftal van River Plate. Alleen Diego Maradona (15 jaar en 355 dagen) en Fernando Redondo (16 jaar en 115 dagen) waren nog jonger bij hun debuut in de Argentijnse Primera División.
Maar Aimars profcarrière begon pas in 1997 bij de Argentijnse topclub River Plate, voordat hij volledig profvoetballer werd moest hij eerst een opleiding aan de medische onderwijsstelling naast zich neerleggen. Daarna groeide hij uit tot een van de beste jonge spelers in Argentinië. Samen met Javier Saviola, Ariel Ortega en de Colombiaan Juan Pablo Ángel vormde Aimar een gevreesde voorhoede, die bekendstond als Los Cuatro Fantásticos (De Fantastische Vier). Hij behaalde met deze club drie maal het landskampioenschap: 1997 (Apertura), 1999 (Apertura) en 2000 (Clausura). En stond in 1999 en 2000 in het Equipo Ideal de América (Beste Team van Zuid-Amerika), in 2000 werd hij zelfs Beste Voetballer van het Jaar van de Argentijnse Primera División.

### Valencia
In januari 2001 tekende Aimar een contract bij het Spaanse Valencia, Los Ches betaalde 24 miljoen euro voor hem aan River Plate. In het eerste halfjaar met Aimar werd Valencia tweede in de UEFA Champions League na een verloren finale van Bayern München en in zijn eerste volledige seizoen in de Primera División, seizoen 2001/02, dirigeerde de Argentijn zijn nieuwe club direct naar het landskampioenschap en werd hij zelf genomineerd voor het UEFA Team of the Year. Twee jaar later won Aimar met Valencia een tweede landstitel, de UEFA Cup en de UEFA Super Cup.
Op 12 april 2006 werd hij opgenomen in het ziekenhuis na de diagnose met virale meningitis, maar hij herstelde snel en keerde hij terug om te spelen voor zijn team. In datzelfde seizoen (2005/06) kreeg Aimar de Trofeo EFE, als beste Latijns-Amerikaanse speler in de Primera Division, uitgereikt door het persbureau EFE voor zijn vertoonde spel, terwijl hij dat jaar ervoor niet meer kon rekenen op een basisplaats.

### Real Zaragoza
Nadat Aimar na het seizoen 2005/06 niet meer verzekerd was van een basisplaats onder trainer Quique Sánchez Flores, besloot hij in de zomer van 2006 de overstap te maken naar het ambitieuze Real Zaragoza, die 12 miljoen euro voor hem neertelde. Bij deze club speelde Aimar samen met zijn landgenoten Diego Milito, Andrés D'Alessandro en Leonardo Ponzio. In het tweede seizoen van Aimar bij Real Zaragoza dacht de club mee te kunnen doen om de plekken die recht gaven op Europees voetbal. Maar onverwachts werd de club laatste en degradeerde naar de Segunda División A, daarop besloot Aimar zijn heil elders te zoeken.

### Benfica
Hij tekende in de zomer van 2008, na een periode van intensief onderhandelen, een vierjarig contract bij Benfica. Die club telde 6,5 miljoen euro voor Aimar neer. In de zomer van 2009 werd Aimar herenigd met een oud-teamgenoot bij River Plate, Javier Saviola. Sindsdien kwamen de resultaten ook weer bij Benfica, want in het seizoen 2009/10 behaalde Benfica de landstitel in de Primeira Liga. In datzelfde seizoen reikte Benfica tot de kwartfinale van de UEFA Europa League, waarin het door Liverpool werd uitgeschakeld. Een seizoen later kwam de club zelfs tot de halve finale van de UEFA Europa League, waarin Braga net te sterk was voor Benfica. Verder won de club met Aimar driemaal op rij de Taça da Liga (2009, 2010 en 2011). In het UEFA Champions League-seizoen 2011/12 reikte de voetballer met Benfica tot de kwartfinale van het toernooi.

### Johor Darul Takzim
Van augustus 2013 tot april 2014 speelde Aimar in Maleisië voor Johor Darul Takzim. In januari 2015 keerde hij terug bij River Plate. Door fysieke problemen kwam hij hiervoor na zijn terugkeer nog vijftien minuten in actie. Aimar besloot daarom op 15 juli 2015 om zijn carrière te beëindigen.

### Statistieken[1][2]
| Seizoen         | Club            | Land                | Competitie       | Competitie | Competitie | Beker | Beker | Internationaal | Internationaal | Totaal | Totaal |
| Seizoen         | Club            | Land                | Competitie       | Wed.       | Dlp.       | Wed.  | Dlp.  | Wed.           | Dlp.           | Wed.   | Dlp.   |
| --------------- | --------------- | ------------------- | ---------------- | ---------- | ---------- | ----- | ----- | -------------- | -------------- | ------ | ------ |
| 1995/96         | CA River Plate  | Vlag van Argentinië | Primera División | 1          | 0          |       |       |                |                | 1      | 0      |
| 1996/97         | CA River Plate  | Vlag van Argentinië | Primera División |            |            |       |       |                |                | 0      | 0      |
| 1997/98         | CA River Plate  | Vlag van Argentinië | Primera División | 15         | 4          |       |       |                |                | 15     | 4      |
| 1998/99         | CA River Plate  | Vlag van Argentinië | Primera División | 21         | 3          |       |       |                |                | 21     | 3      |
| 1999/00         | CA River Plate  | Vlag van Argentinië | Primera División | 30         | 12         |       |       |                |                | 30     | 12     |
| 2000/01         | CA River Plate  | Vlag van Argentinië | Primera División | 16         | 2          |       |       | 5              | 1              | 21     | 3      |
| Club totaal     | Club totaal     | Club totaal         | Club totaal      | 83         | 21         | 0     | 0     | 5              | 1              | 88     | 22     |
| 2000/01         | Valencia CF     | Vlag van Spanje     | Primera División | 10         | 2          |       |       | 8              | 0              | 18     | 2      |
| 2001/02         | Valencia CF     | Vlag van Spanje     | Primera División | 33         | 4          |       |       | 6              | 2              | 39     | 6      |
| 2002/03         | Valencia CF     | Vlag van Spanje     | Primera División | 31         | 8          | 2     | 0     | 11             | 3              | 44     | 11     |
| 2003/04         | Valencia CF     | Vlag van Spanje     | Primera División | 25         | 4          |       |       | 8              | 0              | 33     | 4      |
| 2004/05         | Valencia CF     | Vlag van Spanje     | Primera División | 31         | 4          | 1     | 0     | 6              | 2              | 38     | 6      |
| 2005/06         | Valencia CF     | Vlag van Spanje     | Primera División | 32         | 5          |       |       |                |                | 32     | 5      |
| Club totaal     | Club totaal     | Club totaal         | Club totaal      | 162        | 27         | 3     | 0     | 36             | 7              | 201    | 34     |
| 2006/07         | Real Zaragoza   | Vlag van Spanje     | Primera División | 31         | 5          | 1     | 0     |                |                | 32     | 5      |
| 2007/08         | Real Zaragoza   | Vlag van Spanje     | Primera División | 22         | 0          | 2     | 0     | 1              | 0              | 25     | 0      |
| Club totaal     | Club totaal     | Club totaal         | Club totaal      | 53         | 5          | 3     | 0     | 1              | 0              | 57     | 5      |
| 2008/09         | SL Benfica      | Vlag van Portugal   | SuperLiga        | 22         | 1          | 6     | 1     | 1              | 0              | 29     | 2      |
| 2009/10         | SL Benfica      | Vlag van Portugal   | SuperLiga        | 25         | 4          | 5     | 0     | 11             | 1              | 41     | 5      |
| 2010/11         | SL Benfica      | Vlag van Portugal   | SuperLiga        | 23         | 5          | 11    | 1     | 12             | 1              | 46     | 7      |
| 2011/12         | SL Benfica      | Vlag van Portugal   | SuperLiga        | 21         | 2          | 5     | 0     | 11             | 1              | 37     | 3      |
| Club totaal     | Club totaal     | Club totaal         | Club totaal      | 91         | 12         | 27    | 2     | 35             | 3              | 153    | 17     |
| Carrière totaal | Carrière totaal | Carrière totaal     | Carrière totaal  | 389        | 65         | 33    | 2     | 77             | 11             | 499    | 78     |

## Nationaal elftal
Aimar vertegenwoordigde Argentinië eerst op jeugdniveau, zijn hoogtepunt in zijn jeugdjaren was het winnen van het wereldkampioenschap onder 20. Dit deed hij onder anderen met toekomstige sterspelers van het nationaal elftal van Argentinië; Esteban Cambiasso en Juan Román Riquelme.
Aimar maakte zijn debuut voor het nationaal A-elftal van Argentinië op woensdag 9 juni 1999 in de vriendschappelijke wedstrijd in Chicago tegen Mexico (2–2). Hij viel in dat duel na 84 minuten in voor Gustavo López. Drie jaar later, in 2002, nam Aimar met de nationale ploeg deel aan het wereldkampioenschap in Zuid-Korea en Japan. Aimar speelde goed, maar hij kon niet voorkomen dat de Argentijnen al in de poule uitgeschakeld waren; de Argentijnen eindigden als derde achter Zweden en Engeland. Door zijn goede spel op dit WK deed Diego Maradona de volgende uitspraak: 

Pablo Aimar is de logische opvolger van mij als beste voetballer ter wereld, ik zou zelfs betalen om hem te zien spelen.

In 2005 behoorde Aimar tot de Argentijnse selectie voor de FIFA Confederations Cup in Duitsland. Argentinië haalde de finale, maar Brazilië was daarin met 4–1 te sterk. Aimar scoorde de enige treffer voor zijn land. Op het wereldkampioenschap van 2006 was de middenvelder tweede keus achter vaste waarde Juan Román Riquelme en Aimar kwam dan ook niet verder dan enkele invalbeurten. Tijdens dit WK kwam Argentinië niet verder dan de kwartfinale, waarin het verloor met strafschoppen van Duitsland. Twee jaar na de FIFA Confederations Cup in Duitsland stond Aimar opnieuw in een finale tegen Brazilië, ditmaal voor de Copa América. Ook deze finale werd kansloos verloren, deze keer met 3–0.
Na een periode waarin Aimar niet werd opgeroepen, kreeg hij in oktober 2009 plotseling weer een uitnodiging van toenmalig bondscoach Diego Maradona voor de kwalificatiewedstrijden voor het WK van 2010 tegen Peru en Uruguay. Aimar beschaamde het vertrouwen van de bondscoach niet en was vooral van waarde in de interland tegen Peru. Met een sublieme steekpass door het midden zette hij Gonzalo Higuaín vrij voor de doelman en deze ronde het beheerst af. Doordat Argentinië, met Aimar, beide wedstrijden wist te winnen plaatste het land zich voor het wereldkampioenschap van 2010. Bij dit WK ontbrak Aimar echter, omdat hij geen uitnodiging kreeg van Maradona.
| Interlands van Pablo Aimar voor Argentinië | Interlands van Pablo Aimar voor Argentinië | Interlands van Pablo Aimar voor Argentinië | Interlands van Pablo Aimar voor Argentinië | Interlands van Pablo Aimar voor Argentinië | Interlands van Pablo Aimar voor Argentinië |
| №                                          | Datum                                      | Wedstrijd                                  | Uitslag                                    | Competitie                                 | Goals                                      |
| ------------------------------------------ | ------------------------------------------ | ------------------------------------------ | ------------------------------------------ | ------------------------------------------ | ------------------------------------------ |
| 1                                          | 09 Jun 1999                                | Mexico – Argentinië                        | 2–2                                        | Vriendschappelijk                          |                                            |
| 2                                          | 13 Jun 1999                                | Verenigde Staten – Argentinië              | 1–0                                        | Vriendschappelijk                          |                                            |
| 3                                          | 11 Jan 2000                                | Argentinië – Venezuela                     | 6–1                                        | Vriendschappelijk                          |                                            |
| 4                                          | 04 Jun 2000                                | Argentinië – Bolivia                       | 1–0                                        | WK-kwalificatie                            |                                            |
| 5                                          | 19 Jul 2000                                | Argentinië – Ecuador                       | 2–0                                        | WK-kwalificatie                            |                                            |
| 6                                          | 16 Aug 2000                                | Argentinië – Paraguay                      | 1–1                                        | WK-kwalificatie                            | Goal                                       |
| 7                                          | 03 Sep 2000                                | Peru – Argentinië                          | 1–2                                        | WK-kwalificatie                            |                                            |
| 8                                          | 15 Nov 2000                                | Chili – Argentinië                         | 0–2                                        | WK-kwalificatie                            |                                            |
| 9                                          | 28 Feb 2001                                | Italië – Argentinië                        | 1–2                                        | Vriendschappelijk                          |                                            |
| 10                                         | 25 Apr 2001                                | Bolivia – Argentinië                       | 3–3                                        | WK-kwalificatie                            |                                            |
| 11                                         | 03 Jun 2001                                | Argentinië – Colombia                      | 3–0                                        | WK-kwalificatie                            |                                            |
| 12                                         | 14 Aug 2001                                | Ecuador – Argentinië                       | 0–2                                        | WK-kwalificatie                            |                                            |
| 13                                         | 05 Sep 2001                                | Argentinië – Brazilië                      | 2–1                                        | WK-kwalificatie                            |                                            |
| 14                                         | 06 Oct 2001                                | Paraguay – Argentinië                      | 2–2                                        | WK-kwalificatie                            |                                            |
| 15                                         | 08 Nov 2001                                | Argentinië – Peru                          | 2–0                                        | WK-kwalificatie                            |                                            |
| 16                                         | 14 Nov 2001                                | Uruguay – Argentinië                       | 1–1                                        | WK-kwalificatie                            |                                            |
| 17                                         | 13 Feb 2002                                | Wales – Argentinië                         | 1–1                                        | Vriendschappelijk                          |                                            |
| 18                                         | 27 Mar 2002                                | Kameroen – Argentinië                      | 2–2                                        | Vriendschappelijk                          | Goal                                       |
| 19                                         | 17 Apr 2002                                | Duitsland – Argentinië                     | 0–1                                        | Vriendschappelijk                          |                                            |
| 20                                         | 02 Jun 2002                                | Argentinië – Nigeria                       | 1–0                                        | WK-eindronde                               |                                            |
| 21                                         | 07 Jun 2002                                | Argentinië – Engeland                      | 0–1                                        | WK-eindronde                               |                                            |
| 22                                         | 12 Jun 2002                                | Zweden – Argentinië                        | 1–1                                        | WK-eindronde                               |                                            |
| 23                                         | 12 Feb 2003                                | Nederland – Argentinië                     | 1–0                                        | Vriendschappelijk                          |                                            |
| 24                                         | 30 Apr 2003                                | Libië – Argentinië                         | 1–3                                        | Vriendschappelijk                          | Goal                                       |
| 25                                         | 08 Jun 2003                                | Japan – Argentinië                         | 1–4                                        | Vriendschappelijk                          |                                            |
| 26                                         | 11 Jun 2003                                | Zuid-Korea – Argentinië                    | 0–1                                        | Vriendschappelijk                          |                                            |
| 27                                         | 20 Aug 2003                                | Uruguay – Argentinië                       | 2–3                                        | Vriendschappelijk                          |                                            |
| 28                                         | 06 Sep 2003                                | Argentinië – Chili                         | 2–2                                        | WK-kwalificatie                            | Goal                                       |
| 29                                         | 09 Sep 2003                                | Venezuela – Argentinië                     | 0–3                                        | WK-kwalificatie                            | Goal                                       |
| 30                                         | 15 Nov 2003                                | Argentinië – Bolivia                       | 3–0                                        | WK-kwalificatie                            | Goal                                       |
| 31                                         | 18 Nov 2003                                | Colombia – Argentinië                      | 1–1                                        | WK-kwalificatie                            |                                            |
| 32                                         | 30 Mar 2004                                | Argentinië – Ecuador                       | 1–0                                        | WK-kwalificatie                            |                                            |
| 33                                         | 02 Jun 2004                                | Brazilië – Argentinië                      | 3–1                                        | WK-kwalificatie                            |                                            |
| 34                                         | 04 Jun 2005                                | Ecuador – Argentinië                       | 2–0                                        | WK-kwalificatie                            |                                            |
| 35                                         | 18 Jun 2005                                | Australië – Argentinië                     | 2–4                                        | FIFA Confederations Cup                    |                                            |
| 36                                         | 21 Jun 2005                                | Duitsland – Argentinië                     | 2–2                                        | FIFA Confederations Cup                    |                                            |
| 37                                         | 26 Jun 2005                                | Mexico – Argentinië                        | 1–1                                        | FIFA Confederations Cup                    |                                            |
| 38                                         | 29 Jun 2005                                | Brazilië – Argentinië                      | 4–1                                        | FIFA Confederations Cup                    |                                            |
| 39                                         | 12 Oct 2005                                | Uruguay – Argentinië                       | 1–0                                        | WK-kwalificatie                            |                                            |
| 40                                         | 01 Mar 2006                                | Kroatië – Argentinië                       | 3–2                                        | Vriendschappelijk                          |                                            |
| 41                                         | 30 May 2006                                | Argentinië – Angola                        | 2–0                                        | Vriendschappelijk                          |                                            |
| 42                                         | 10 Jun 2006                                | Argentinië – Ivoorkust                     | 2–1                                        | WK-eindronde                               |                                            |
| 43                                         | 21 Jun 2006                                | Nederland – Argentinië                     | 0–0                                        | WK-eindronde                               |                                            |
| 44                                         | 24 Jun 2006                                | Argentinië – Mexico                        | 2–1                                        | WK-eindronde                               |                                            |
| 45                                         | 11 Oct 2006                                | Spanje – Argentinië                        | 2–1                                        | Vriendschappelijk                          |                                            |
| 46                                         | 02 Jun 2007                                | Zwitserland – Argentinië                   | 1–1                                        | Vriendschappelijk                          |                                            |
| 47                                         | 05 Jun 2007                                | Argentinië – Algerije                      | 4–3                                        | Vriendschappelijk                          |                                            |
| 48                                         | 28 Jun 2007                                | Argentinië – Verenigde Staten              | 4–1                                        | Copa América                               |                                            |
| 49                                         | 05 Jul 2007                                | Argentinië – Paraguay                      | 1–0                                        | Copa América                               |                                            |
| 50                                         | 08 Jul 2007                                | Argentinië – Peru                          | 4–0                                        | Copa América                               |                                            |
| 51                                         | 11 Jul 2007                                | Argentinië – Mexico                        | 3–0                                        | Copa América                               |                                            |
| 52                                         | 15 Jul 2007                                | Argentinië – Brazilië                      | 0–3                                        | Copa América                               |                                            |
| 53                                         | 10 Oct 2009                                | Argentinië – Peru                          | 2–1                                        | WK-kwalificatie                            |                                            |

## Erelijst
Als speler
 River Plate
- Primera División: 1997 Apertura, 1999 Apertura, 2000 Clausura
- Supercopa João Havelange: 1997

 Valencia
- Primera División: 2001/02, 2003/04
- UEFA Cup: 2003/04
- UEFA Super Cup: 2004

 Benfica
- Primeira Liga: 2009/10
- Taça da Liga: 2008/09, 2009/10, 2010/11, 2011/12

 Johor Darul Ta’zim
- Malaysia Super League: 2014

 Argentinië onder 20
- CONMEBOL Sudamericano onder 20: 1997, 1999
- FIFA WK onder 20: 1997

Individueel als speler
- FIFA WK onder 20: Bronzen Bal (1997)
- Zuid-Amerikaans Team van het Jaar: 1999, 2000
- UEFA Champions League: Meeste Assists (2002/03)
- Trofeo EFE: 2005–06
- Trofeo Cosme Damião – Voetballer van het Jaar: 2011

Als trainer
 Argentinië onder 17
- FIFA WK onder 17: 2019

## Bijnaam
Aimar wordt al zijn hele carrière El Payaso (De Clown) genoemd, deze bijnaam is echter gebaseerd is op een misverstand. Aimars vader stond in het stadje Río Cuarto bekend als El Payo, dat vrij vertaald De Boerenpummel betekent. Zijn zoon, Aimar, werd er na zijn geboorte omgedoopt tot El Payito (Het Boerenpummeltje). Een scout van River Plate ging, toen Aimar veertien jaar was, eens naar het talent kijken en kwam in Buenos Aires terug met een lovend rapport over hem, van wie hij dacht te hebben gehoord dat hij El Payaso werd genoemd. Van die bijnaam kwam Aimar nooit meer af, al houdt hij meer van boeken lezen dan van grappen maken.